# Ioduro ferroso
Lo Ioduro ferroso è un composto chimico con formula bruta FeI2. Viene utilizzato come catalizzatore in reazioni organiche.

## Produzione
Il FeI2 viene prodotto tramite una reazione, svolta intorno ai 500 °C, tra il ferro metallico (Fe) e lo Iodio moecolare (I2):
{\displaystyle \mathrm {Fe+I_{2}\longrightarrow FeI_{2}} }